# NNS Otobo
NNS Otobo – nigeryjska korweta, jeden z dwóch okrętów Nigeryjskiej Marynarki Wojennej brytyjskiego typu Mk 3 stoczni Vosper Thornycroft, w służbie od 1972 do połowy lat 80. Nosiła numer burtowy F 82.
Wyporność pełna okrętu wynosiła około 650 ton, a napędzały go silniki wysokoprężne, pozwalające na osiąganie prędkości 22 węzłów. Uzbrojenie stanowiły dwa działa uniwersalne kalibru 102 mm i małokalibrowe działa przeciwlotnicze.

## Projekt i budowa
„Otobo” była drugą z serii dwóch korwet zbudowanych przez brytyjskie przedsiębiorstwo stoczniowe Vosper Thornycroft, określonych przez nie jako model 3 (Mk 3). Wywodziły się z linii małych korwet zaprojektowanych z własnej inicjatywy stoczni Vosper we współpracy z koncernem Vickers-Armstrongs na początku lat 60. XX wieku, z przeznaczeniem na eksport, głównie dla młodych afrykańskich państw postkolonialnych, jako nowoczesne, a przy tym tanie i łatwe w obsłudze okręty eskortowe. Pierwszymi z tej rodziny były korwety Mk 1, dla Ghany i Libii. Wersja Mk 2 nie znalazła nabywców, po czym około 1966 roku powstał projekt nieco powiększonej wersji Mk 3. W tym roku też stocznia Vosper połączyła się ze stocznią Thornycroft, tworząc Vosper Thornycroft. W pierwotnej postaci wersja Mk 3 miała być uzbrojona w pojedynczą armatę kalibru 102 mm, wyrzutnię pocisków przeciwlotniczych bliskiego zasięgu Sea Cat i wyrzutnie rakietowych bomb głębinowych Terne, oraz napędzana trzema śrubami, ale również nie została ona zamówiona. 
28 marca 1968 roku Nigeria zamówiła budowę dwóch okrętów uproszczonego i tańszego wariantu Mk 3, napędzanego dwoma śrubami i pozbawionego uzbrojenia rakietowego i przeciwpodwodnego. Ich nazwy oznaczały hipopotama w rdzennych językach nigeryjskich, stąd w literaturze były one znane też jako typ Hippopotamus. Nazewnictwo to kontynuowano także dla dwóch zamówionych później korwet Mk 9.
Stępkę pod budowę drugiej korwety położono w należącej do Vosper Thornycroft stoczni Camber Shipyard w Portsmouth 28 września 1970 roku, pod numerem budowy 2634, a kadłub wodowano 25 maja 1971 roku. Po próbach morskich okręt został 10 listopada 1972 roku przekazany marynarce nigeryjskiej. Otrzymał nazwę „Otobo” oznaczającą hipopotama w języku idoma i numer burtowy F 82.

## Opis techniczny

### Architektura i kadłub
Okręt miał gładkopokładowy kadłub, przy czym dolna kondygnacja nadbudówki stanowiła nadbudowę, ze ścianami stanowiącymi przedłużenie burt. Prosta dziobnica była silnie wychylona do przodu, a pokład miał niewielki wznios. Na pokładzie dziobowym umieszczone było zdwojone stanowisko armat kalibru 102 mm z maską przeciwodłamkową. Całe śródokręcie zajmowała niewysoka nadbudówka, z przeszklonym pomostem nawigacyjnym. Pośrodku długości okrętu znajdował się pojedynczy obudowany maszt o przekroju prostopadłościennym, z jajowatą osłoną anteny radaru kierowania ogniem na szczycie, a za nim niski opływowy komin. Za kominem umieszczona była podstawa dużej anteny radaru dozoru ogólnego, a za nią działko przeciwlotnicze 40 mm na końcu nadbudówki i drugie niżej na pokładzie rufowym.
Dane dotyczące wielkości okrętów są rozbieżne w publikacjach. Wyporność standardowa według wczesnych roczników flot była podawana w zaokrąglonej wartości 500 ts (ton angielskich), a pełna 650 ts. Według innych źródeł, wyporność standardowa wynosiła 580 ts, a pełna 660 ts, względnie wyporność standardowa wynosiła 550 t, bojowa 630 t, a specjalna 660 t. Długość całkowita wynosiła 61,6 m (202′), a między pionami 56,4 m (185′). Szerokość wynosiła 9,5 m, a zanurzenie 3,3 m. Kadłub dzielił się na 12 przedziałów wodoszczelnych.
Załoga okrętu składała się z 66 ludzi, w tym siedmiu oficerów, później 67 ludzi, w tym ośmiu oficerów. Okręty posiadały dodatkowe pomieszczenia dla dowódcy zespołu i jego sztabu. 

### Uzbrojenie
Uzbrojenie główne stanowiły dwie brytyjskie armaty uniwersalne kalibru 102 mm Mk 16* o długości lufy 45 kalibrów (L/45) w podwójnym stanowisku Mk 19* R.P.51 z maską przeciwodłamkową. Działa te wywodziły się z II wojny światowej i były ładowane ręcznie.
Uzbrojenie przeciwlotnicze stanowiły dwie automatyczne armaty kalibru 40 mm Bofors Mk 1N o długości lufy L/70 w pojedynczych stanowiskach Mk 7. Uzupełniały je dwa działka automatyczne 20 mm Oerlikon na podstawach Mk 2A.
Okręty, pomimo wyposażenia w sonar, nie przenosiły żadnej broni do zwalczania okrętów podwodnych.

### Wyposażenie
- radar Plessey AWS-1 (dozoru ogólnego)[13]
- radar HSA M 22 (kierowania ogniem) i system kierowania ogniem HSA WM 20[13][10]
- radar Decca(inne języki) TM 626 (nawigacyjny)[13]
- sonar Plessey MS-22[2][13] lub Plessey M 26[14]
- system walki radioelektronicznej (ECM) Decca[2]

### Napęd
Napęd stanowiły dwa niemieckie silniki wysokoprężne czterosuwowe 16-cylindrowe MAN V8V 24/30-B o mocy ciągłej po 2535 kW (3400 hp, 3447 KM) i mocy chwilowej po 3304 kW (4430 hp, 4492 KM) – łącznie 6800 do 8860 hp. Napędzały one dwie śruby, pozwalając na osiąganie prędkości maksymalnej 22 węzły. Zasięg przy prędkości ekonomicznej 14 węzłów wynosił 3500 mil morskich lub według innych danych, 3450 Mm. Zapas paliwa wynosił 68 ton lub według innych danych, 71 ton lub 75 ton. 

## Służba
Po przyjęciu do służby, „Otobo” przepłynął z Portsmouth do Nigerii. W latach 1975–76 obie korwety przeszły remont u producenta.
Od początku lat 80, w związku z trudnościami finansowymi marynarki nigeryjskiej, która nabyła wiele nowych okrętów, stan techniczny jej okrętów zaczął się pogarszać. W połączeniu z brakiem dbałości ze strony oficerów i załóg, doprowadziło to do tego, że około 1983 roku obie stosunkowo nowe korwety były już niesprawne. W grudniu 1983 roku „Otobo” przebazowana została z Apapy do stoczni w Wilmot Point w celu przyszłego remontu, do którego jednak nie doszło (oba miejsca w aglomeracji Lagos). Stan okrętu, formalnie pozostającego w służbie, pogarszał się w ciągu kolejnych lat na skutek braku należytej konserwacji (bliźniacza „Dorina” z tego powodu zatonęła przy nabrzeżu).
Marynarka nigeryjska podjęła następnie decyzję o kapitalnym remoncie i przebudowie „Otobo” we Włoszech na okręt patrolowy, uzbrojony w działka kalibru 40 mm i posiadający nowe włoskie wyposażenie elektroniczne. Okręt został rozbrojony i 21 kwietnia 1988 roku  przetransportowany na pokładzie statku transportowego „Condock I” do stoczni remontowej OARN z grupy Fincantieri w Genui. Umowa opiewała na 24,2 mln dolarów USA (30 mld lirów), lecz prace zostały wkrótce wstrzymane z uwagi na brak płatności. Według Ehlersa, „Otobo” przebywał w stoczni jeszcze w sierpniu 1991 roku. Według niektórych informacji, został oddany na złom w 1993 roku.